# Bunaeopsis pagei
Bunaeopsis pagei är en fjärilsart som beskrevs av Pierre Claude Rougeot 1962. Bunaeopsis pagei ingår i släktet Bunaeopsis och familjen påfågelsspinnare. Inga underarter finns listade i Catalogue of Life.